# Richard Overy
Richard James Overy (ur. 23 grudnia 1947) – brytyjski historyk i pisarz, specjalizujący się w historii II wojny światowej i III Rzeszy.

## Kariera akademicka
Ukończył Gonville and Caius College na Uniwersytecie Cambridge. W latach 1972–1979 był na tymże uniwersytecie wykładowcą historii w Queens’ College. Od 1980 do 2004 wykładał w King’s College London, gdzie w 1994 otrzymał stanowisko profesora historii najnowszej. Od 2004 jest profesorem historii na Uniwersytecie Exeter  .
Jest członkiem Royal Historical Society (1977) oraz Akademii Brytyjskiej (2000) .

## Książki przełożone na język polski
- Krew na śniegu. Rosja w II wojnie światowej. Monika Lüftner, Tomasz Lüftner (tłum.). Gdańsk: Wydawnictwo L&L, 1999. ISBN 83-87827-15-0. Brak numerów stron w książce (II wyd. 2009, ISBN 978-83-24-58750-6)
- Göring. „Żelazny człowiek”. Magda Iwińska, Piotr Paszkiewicz (tłum.). Warszawa: "Alfa-Wero", 2000. ISBN 83-7179-188-7. Brak numerów stron w książce
- Wojna powietrzna 1939-1945. Sławomir Białostocki (tłum.). Warszawa: Bellona, 2007, seria: Wielkie Bitwy, Wielcy Dowódcy. ISBN 978-83-11-10915-5. Brak numerów stron w książce
- 1939. Nad przepaścią. Jarosław Skowroński (tłum.). Warszawa: Wydawnictwo W.A.B., 2009. ISBN 978-83-7414-702-6. Brak numerów stron w książce
- Trzecia Rzesza. Historia imperium. Maciej Antosiewicz, Hanna Turczyn-Zalewska (tłum.). Wydawnictwo Buchmann, 2012. ISBN 978-83-7670-290-2. Brak numerów stron w książce
- Dyktatorzy. Hitler i Stalin. Łukasz Witczak (tłum.). Wydawnictwo Dolnośląskie, 2009. ISBN 978-83-245-8763-6. Brak numerów stron w książce
- Bombowce nad Europą 1939-1945, 2017.